# ライフステージ
株式会社ライフステージは、大阪府大阪市に本社を置く分譲マンションの企画・販売を行う不動産会社。

## 概要
近畿地方を地盤に、開発案件やマンション分譲事業を展開する。
2008年頃、不動産市況の激変で資金繰りが悪化。借入金の財務制限条項抵触、金融機関へ返済計画の見直し要請、債務超過。
2009年GW明けに前週末終値4380円から55.7%下落となる1939円をつけた。ヘラクレスの時価総額基準を割り、その後株価は回復できず2009年06月01日上場廃止した。

## 沿革
- 1990年（平成2年）12月 - 分譲マンションの企画･販売･コンサルティング業務を主たる目的として､株式会社ライフステージを大阪市北区に設立
- 1991年（平成3年）8月 - 福岡市において第1号の販売代理物件を受託
- 1992年（平成4年）8月 - 神戸市において販売代理物件を受託し､近畿圏での事業を開始
- 1993年（平成5年）9月 - 福岡市博多区に福岡支店を設立
- 1996年（平成8年）1月 - マンション管理事業への参入を目的に､子会社として株式会社ェルェス・サービスを大阪市淀川区に設立
- 1996年（平成8年）4月 - 広告代理事業への参入を目的に､関連会社として有限会社ダイを福岡市博多区に設立
- 1997年（平成9年）1月 - 広告代理事業への参入断念により、有限会社ダイの当社保有持分を譲渡
- 1997年（平成9年）7月 - 本社を大阪市淀川区西中島五丁目５番15号に移転
- 2000年（平成12年）10月 - 東京都板橋区において販売代理物件を受託し、首都圏での事業を開始
- 2000年（平成12年）11月 - 東京都中央区に事業所を開設
- 2001年（平成13年）7月 - 受託件数の増加に対応し､業務の効率化を図るため､引渡関連業務を株式会社ェルェス・サービスへ集約
- 2001年（平成13年）10月 - 有限会社ダイを子会社化し､株式会社へ組織変更するとともに､商号を株式会社ライフステージ･ウェストに変更
- 2002年（平成14年）7月 - 九州での事業強化のため､株式会社ライフステージ･ウェストを九州の地域販売会社と
- 2004年（平成16年）2月 - マンション用住宅設備備品の販売を目的に､子会社として株式会社インサイドを大阪市北区に設立
- 2004年（平成16年）3月 - アセットソリューション事業に進出し、中古マンションの買取再販事業を開始
- 2005年（平成17年）2月 - 賃貸マンションの開発事業を開始

中古マンションの買取再販事業を担う特別目的会社（ＳＰＣ）である有限会社ェルェス・トラストの出資総額を買取り、子会社化した上で社名を有限会社セルサスコーポレーションに変更
- 2005年（平成17年）6月 - 有限会社セルサスコーポレーションを株式会社へ組織変更
- 2005年（平成17年）12月 - 株式会社ライフステージ･ウェストを吸収合併
- 2006年（平成18年）3月 - 株式会社セルサスコーポレーションにおいて分譲マンション用地を取得し､不動産分譲事業を開始
- 2006年（平成18年）7月 - 大阪証券取引所ニッポン･ニュー･マーケットー「ヘラクレス」に上場
- 2007年（平成19年）1月 - 株式会社ェルェス・サービスを吸収合併
- 2007年（平成19年）2月 - 株式会社コオェーインターナショナル､有限会社ドリームプラン､株式会社ェスディープラン､有限会社スーパードームを買収により子会社化
- 2007年（平成19年）3月 - 神戸ポートタワーサイド商業計画遂行のため､特別目的会社として合同会社ベイサイド2 9 5を設立
- 2007年（平成19年）12月 - 株式会社ベルスを株式交換､吸収分割による事業承継を用いて連結子会社化し､住宅関連サービス事業に進出
- 2008年（平成20年）1月 - 連結子会社である株式会社コオェーインターナショナルは株式会社ェスディープランを吸収合併し､株式会社スーパードーム群馬へ商号変更
- 2008年（平成20年）11月 - 連結子会社である株式会社ベルスを売却
- 2008年（平成20年）11月 - 連結子会社である株式会社インサイド株式を一部売却し､連結対象から除外
- 2009年（平成21年）4月 - 連結子会社である株式会社スーパードーム群馬とともに大阪地方裁判所に民事再生手続開始の申立を行う。
- 2009年（平成21年）6月 - 大阪証券取引所ニッポン･ニュー･マーケットー「ヘラクレス」において上場廃止。
- 2009年（平成21年）11月 - 大阪地方裁判所より再生計画認可決定を受ける。
- 2010年（平成22年）12月 - 再生債権の弁済を終了し、再生手続き終結決定。

## 関連会社
- セルサスコーポレーション
- スーパードーム群馬